# Озини
Озѝни (на италиански и на сардински: Osini) е село и община в Южна Италия, провинция Нуоро, автономен регион и остров Сардиния. Разположено е на 645 m надморска височина. Населението на общината е 826 души (към 2010 г.).
До 2005 г. общината е част от провинция Нуоро.